# Prozessmapping
 Prozessmapping (engl. process mapping) oder Prozesskartierung ist eine Methode, mit deren Hilfe die Prozesse systematisch beschrieben, visualisiert und analysiert werden. Der Ist-Prozess wird Schritt für Schritt auf der Tätigkeitsebene dargestellt. Eine Tätigkeit ist eine nicht mehr sinnvoll teilbare Aktion, zum Beispiel „Patient waschen“. Ein Teilprozess ist ein Bündel von Tätigkeiten, zum Beispiel „Körperpflege durchführen“. Prozessmapping ist ein Werkzeug, mit dem die beteiligten Mitarbeiter einfach und effizient ihre Prozesse und darin enthaltenen Schwachstellen visualisieren können. Erst dann kann gemeinsam an der Beseitigung von deren Ursachen gearbeitet werden.
In Change-Projekten werden die Karten häufig wandfüllend (mehrere Meter lang) erstellt und mit farbigen Klebezetteln, Fäden und Symbolen bestückt. So entsteht ein panoramischer Überblick über sämtliche Rollen, Informations- und Materialflüsse, der weit über die übliche Funktionsgrenze hinausreicht und selbst verdeckte Datenbanken oder Work-arounds sichtbar macht.

## Ausgangslage von Organisationen
Die Gestaltung von Arbeitsabläufen orientiert sich häufig noch zu stark an der funktionalen Gliederung von Abteilungsstrukturen. Auf Grundlage dieser Strukturen besteht die Notwendigkeit, vorgegebene funktionale Ziele anzustreben, die zwangsläufig nur Teiloptimierungen zur Folge haben können. Durch Optimierung dieser funktionalen Gliederungen sind zunehmend voneinander abgegrenzte Organisationsstrukturen entstanden, die eine gemeinsame Umsetzung von kundenorientierten Zielen erheblich erschweren. Die Gestaltung der Ablauforganisation erfolgt erst in zweiter Linie. Die Prozesse werden sozusagen nachträglich in die bestehende Aufbaustruktur »hineinorganisiert«.
Dadurch ist es häufig nicht möglich, auf Kundenwünsche und -anforderungen schnell, kostengünstig und mit der erwarteten Qualität zu reagieren. Es kommt zu Störungen, die nicht wertschöpfend sind – sogenannte operative Inseln. Dieses führt zu funktionalen Abschottungen, Informationsdefiziten sowie Koordinations- und Steuerungsproblemen. Hier ist umfangreicher Regelungsbedarf notwendig. Um die permanente Anpassung an Kundenanforderungen vornehmen zu können, ist ein Denken in Prozessen, die sich an der Erfüllung der Kundeninteressen ausrichten, erforderlich. Es kommt zu vielen kleinen Kunden-Lieferanten-Beziehungen, die sich durch die gesamte Klinik ziehen.

## Ziel der Anwendung
Verschwendungen (nicht-wertschöfpende Tätigkeiten im Prozess) werden strukturiert aufgezeigt und können schrittweise in Prozessoptimierungen überführt werden. Durch das gemeinsame Schaffen von Transparenz über die ablaufenden Prozesse wird die Identifikation und Problemlösungsfähigkeit der Mitarbeiter verstärkt. Motivation, Kreativität und Innovationskompetenz der Mitarbeiter sind aktiviert.
Folgende Effekte werden durch das Prozessmapping erzielt:
- gemeinsamer Informationsstand über den Prozess,
- Aufzeigen von Optimierungspotenzialen im Prozess,
- schnittstellenübergreifende Verbesserung der Kommunikation,
- gemeinsames Initiieren von Optimierungsaktivitäten,
- kontinuierliche Prozessverbesserung.

Prozessoptimierungen werden mit den betroffenen Mitarbeitern direkt durchgeführt, denn diejenigen Personen, die unmittelbar am Prozess beteiligt sind, kennen die Schwachstellen und Optimierungspotenziale am besten. Mitarbeiter, die in die Prozessoptimierung eingebunden werden, können sich mit ihrem Prozess und den anstehenden Veränderungen dann auch identifizieren. Es können Verantwortlichkeiten geklärt, die Kommunikation verbessert und die Motivation erhöht werden.
Mithilfe des Prozessmapping soll die Visualisierung von Ist-Prozessen, die übersichtliche Darstellung von Sach- und Strukturproblemen, die Entwicklung von Soll-Prozessen und die Prozessoptimierung sowie Standardisierung von Prozessen erfolgen.
Ziel ist die Steigerung der Kompetenz von Mitarbeitern vor Ort durch fortlaufendes Lernen und durch eindeutige Kundenorientierung. Mehr Zeit durch weniger Verschwendung führt letztlich zur Erhöhung von Qualität und Produktivität durch die Eliminierung von nicht wertschöpfenden Tätigkeiten.
Es geht zudem um die Schaffung eines geteilten Strukturwissens über das Gesamtgefüge der Organisation: Wenn Mitarbeitende gemeinsam eine vollständige Prozesslandkarte erarbeiten, erkennen sie, „wie das Unternehmen wirklich funktioniert“, statt nur ihr jeweiliges Abteilungs-Silodenken zu reproduzieren.

## Vorgehensweise
Vor einem Prozessmapping wählt der zuständige Workflow-Manager den entsprechenden Teilprozess mit den identifizierten Schwachstellen aus, der jetzt detaillierter beschrieben werden soll. Organisatorische Informationen werden gesammelt, um die einzelnen Prozessparameter entsprechend eindeutig zuordnen zu können. Folgende Punkte müssen zur Beschreibung des Prozesses geklärt werden:
- Name der Tätigkeit - Substantiv + Verb -: Wie genau heißt die Tätigkeit? (Wunde reinigen)
- Ergebnis der Tätigkeit: Was ist das Ziel der Tätigkeit? Welche Informationen, Daten, Dokumente, Unterlagen, Materialien etc. werden bei dieser Tätigkeit erzeugt? (Wunde ist desinfiziert)
- Eingaben der Tätigkeit: Welche Informationen, Daten, Dokumente, Unterlagen, Materialien etc. werden für diese Tätigkeit benötigt? (Tupfer, Binden …)
- Verantwortliche und Beteiligte der Tätigkeiten: Wer sind die Kunden des Prozesses und was erwarten sie? (Pflegedienst, Patient)
- Mitgeltende Unterlagen: Welche Dokumente, Formulare, Checklisten, Arbeitsanweisungen etc. werden für diese Tätigkeit benötigt?
- Durchführungs- und Verschwendungszeit: Welcher Zeitbedarf wird benötigt?

Das eigentliche Mapping erfolgt iterativ: Teams sammeln vor Ort Detailinformationen, befragen Kollegen, „laufen“ den Prozess physisch ab und übertragen alles in die Wandkarte. Diese Visualisierung hebt die Beteiligten geistig aus ihrem gewohnten Ausschnitt heraus und ermöglicht ihnen, verborgene Abhängigkeiten, doppelte Datenerfassung oder unnötige Schleifen unmittelbar zu erkennen.

## Soziale Effekte
Eine organisationssoziologische Langzeitstudie zeigt, dass das gemeinsame Erstellen und Analysieren von Prozesslandkarten ambivalente Wirkungen entfaltet:
- Empowerment – Das neu gewonnene, ganzheitliche Strukturwissen macht Gestaltungsspielräume sichtbar und motiviert die Beteiligten, über Bereichsgrenzen hinweg Verbesserungen anzustoßen.[1]
- Alienation – Gleichzeitig erkennen sie, dass ihre bisherigen Linienaufgaben oft selbst Teil des Problems sind. Dieses Bewusstsein kann zu einer Entfremdung von der Stammrolle führen.[1]

In der Studie wechselte ein signifikanter Teil der Mapping-Teilnehmer freiwillig von zentralen Linien- in periphere Change-, Lean- oder Organisationsentwicklungsfunktionen, um Veränderungen von außen voranzutreiben. Damit relativiert die Forschung die verbreitete Annahme, vor allem randständige Akteure seien Treiber von Transformation. Vielmehr kann detailliertes Prozesswissen zentrale Akteure dazu bewegen, sich bewusst an den Rand zu begeben, wo sie mit ihrem Insiderwissen wirkungsvoller agieren können.
Die Studie unterstreicht zudem den Wert des visuellen Arbeitens: Erst die großformatige Darstellung der Prozessrealität versetzt Mitarbeitende in die Lage, das Unternehmen als „kontinuierlich ausgehandelte soziale Konstruktion“ statt als festes Gebilde zu begreifen – eine Sichtweise, die traditionell eher der Organisationsforschung vorbehalten war.

## Darstellung des Prozessmapping

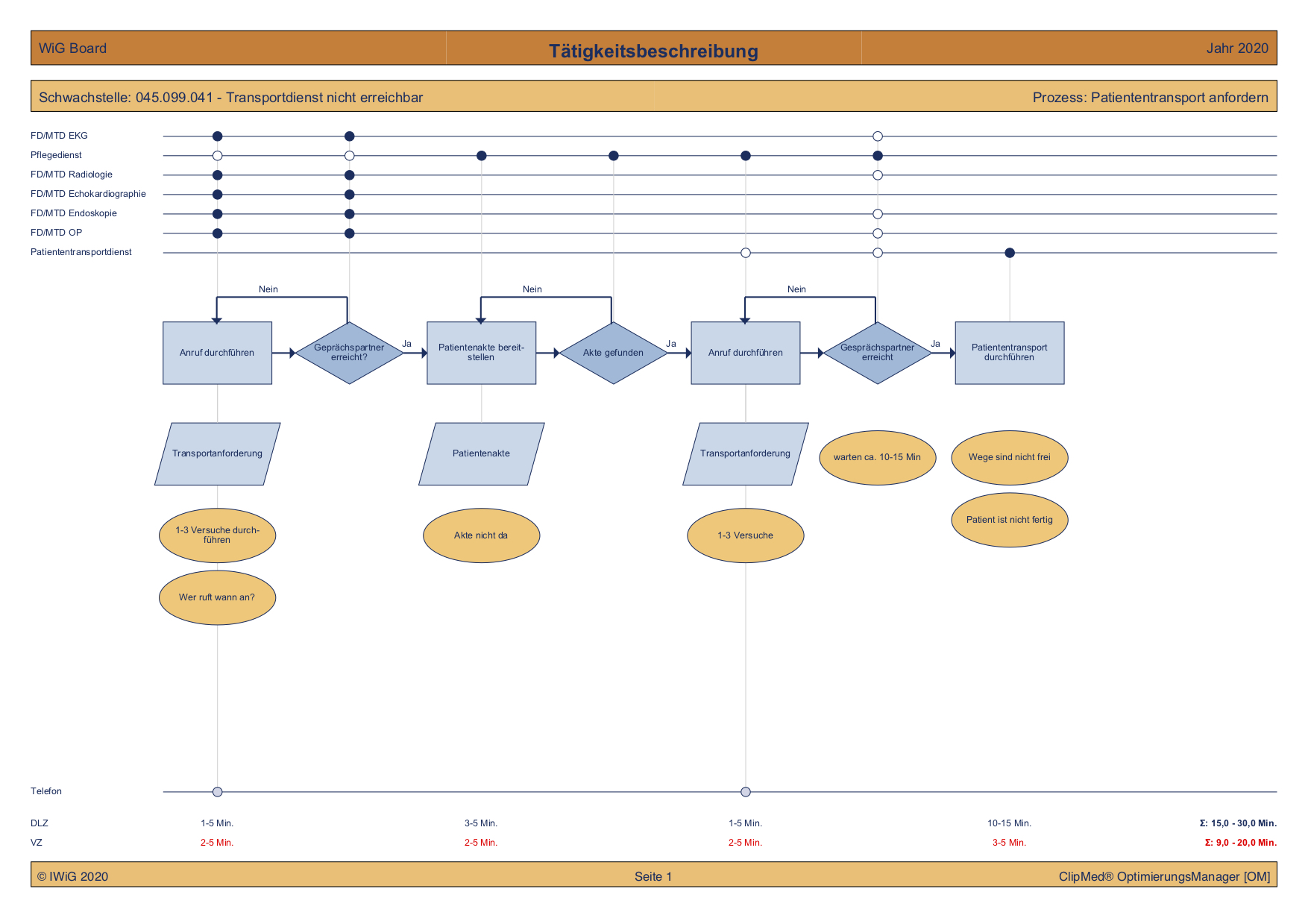
Prozessmapping - Workflow-Management

Jeder Prozess kann mithilfe des Prozessmapping in seine Tätigkeiten zerlegt werden. Die Kombination von Tätigkeiten und Strukturen in der Darstellung ermöglicht die genaue Zuordnung von Schwachstellen und den verursachenden Verantwortlichen. Die Aktivitäten werden entsprechend der Symbole in Ablaufplänen nach DIN 66001 festgehalten. Jeder Tätigkeit (Wie? – Patiententransportdienst anfordern) wird das entsprechende Ergebnis (zum Beispiel = Dokument ist vollständig ausgefüllt) zugeordnet (Was?). Zusätzlich können die für jede Tätigkeit verwendeten oder benötigten Hilfsmittel (Womit? – Geräte, Materialien, Software …) sowie die Zeitdauer der Tätigkeit (Wie lange? – Durchlaufzeit, Verschwendungszeit) zugeordnet werden. Auf jeder im Bild dargestellten Linie sind mit ausgefüllten Kreisen die Verantwortlichen und mit leeren Kreisen die an einer bestimmten Tätigkeit Beteiligten (Wer? – Ärztlicher Dienst, Pflegedienst) eingetragen. Die kombinierte Darstellung von Tätigkeiten und Strukturen macht es möglich, auftretende oder potenzielle Probleme der ursächlichen Stelle genau zuzuordnen und damit exakt zu formulieren. Dies erleichtert das anschließende Ableiten konkreter Lösungen. Das Resultat des Prozessmapping ist am Ende ein von allen Beteiligten formuliertes Ziel und ein getragener Maßnahmenkatalog mit Verantwortlichen und konkreten Terminen zur Problembeseitigung.